# Euploea moasana
Euploea moasana är en fjärilsart som beskrevs av Hans Fruhstorfer 1911. Euploea moasana ingår i släktet Euploea och familjen praktfjärilar. Inga underarter finns listade i Catalogue of Life.